# Nos souvenirs brûlés
Pour plus de détails, voir Fiche technique et Distribution.
Nos souvenirs brûlés (Things We Lost in the Fire) est un film américain réalisé par Susanne Bier, sorti en 2007.

## Synopsis
Audrey et Brian menaient une vie tranquille et sans histoires : onze ans de mariage, deux enfants, le confort et la sécurité assurés, aucun souci à l'horizon. Mais, un jour, tout s'écroule :
Brian meurt, victime d'un acte de violence gratuite. Encore sous le choc, Audrey se tourne instinctivement vers le meilleur et plus ancien ami de son mari, Jerry Sunborne. Un homme qu'elle jugeait infréquentable, et dont elle comprenait à peine que Brian continue à le côtoyer.
Mais aujourd'hui, face au vide laissé par la mort de Brian, Jerry l'accro, le paumé, lui apparaît comme une planche de salut, un ultime lien avec le disparu. Audrey l'invite à s'installer dans une chambre attenante au garage, avec l'espoir qu'il l'aidera, ainsi que ses enfants, à reprendre une vie normale. Engagé dans un difficile combat contre la drogue, Jerry accepte la proposition. En devenant le confident et l'ami d'Audrey et le père de substitution des jeunes Harper et Dory, il hérite de nouvelles responsabilités et développe au fil des jours des ressources insoupçonnées. Entre deuil et déni, Audrey et Jerry s'efforcent tant bien que mal de se porter secours.

## Fiche technique
Sauf indication contraire, les informations mentionnées dans cette section peuvent être confirmées par les bases de données cinématographiques IMDb et Allociné,  présentes dans la section « Liens externes ».
- Titre original : Things We Lost in the Fire
- Titre français : Nos souvenirs brûlés
- Réalisation : Susanne Bier
- Scénario : Allan Loeb (en)
- Musique : Johan Söderqvist
- Direction artistique : Geoff Wallace
- Décors : Richard Sherman
- Costumes : Karen L. Matthews
- Photographie : Tom Stern
- Son : Karen Baker Landers, Per Hallberg, James Kusan, Scott Millan, David Parker
- Montage : Pernille Bech Christensen et Bruce Cannon
- Production : Sam Mendes et Sam Mercer
  - Production déléguée : Pippa Harris et Allan Loeb
  - Coproduction : Barbara Kelly
- Sociétés de production :
  - États-Unis : DreamWorks, présenté par Dreamworks Pictures
  - Royaume-Uni : Neal Street Productions
  - Canada : avec la participation du Crédit d'impôt pour les services de production de la province de la Colombie-Britannique[1]
- Sociétés de distribution : Paramount Pictures (États-Unis, France) ; Universal Pictures International (Belgique, Suisse romande)[2]
- Budget : 16 millions USD[3]
- Pays de production :  États-Unis[4],[N 1]
- Langue originale : anglais
- Format : couleur (DeLuxe) — 35 mm — 2,35:1 (Panavision) — son Dolby Digital / DTS / SDDS
- Genre : drame
- Durée : 118 minutes
- Dates de sortie[5] :
  - États-Unis : octobre 2007 (Festival international du film de Chicago) ; 4 octobre 2007 (Festival du film de Mill Valley) ; 19 octobre 2007 (sortie nationale)
  - Québec : 19 octobre 2007[6]
  - France : 30 janvier 2008[7]
  - Belgique : 5 mars 2008[8]
- Classification[9] :
  - États-Unis : les enfants de moins de 17 ans doivent être accompagnés d'un adulte (R – Restricted)[N 2]
  - Québec : 13 ans et plus (13+ / 13 years and over)[6]
  - Royaume-Uni : interdit aux moins de 15 ans (15 - Suitable only for 15 years and over)[10]
  - France : tous publics[11]
  - Belgique : tous publics (Alle Leeftijden)[8]

## Distribution
- Halle Berry (VF : Agnès Manoury) : Audrey Burke
- Benicio del Toro (VF : Julien Kramer) : Jerry Sunborne
- David Duchovny (VF : Georges Caudron) : Brian Burke
- Alexis Llewellyn : Harper Burke
- Micah Berry : Dory Burke
- John Carroll Lynch (VF : Stéphane Bazin) : Howard Glassman
- Alison Lohman (VF : Karl-Line Heller) : Kelly
- Robin Weigert : Brenda
- Omar Benson Miller : Neal
- Liam James : Cousin Dave

## Accueil

### Accueil critique
Le film a reçu généralement des critiques positives. Selon le site Rotten Tomatoes 64 % des 117 critiques sont favorables. Sur Metacritic, il a obtenu une note moyenne de 63 sur 100, sur la base de 30 critiques.
Grâce à sa prestation, Halle Berry remporte un prix lors du festival Palm Springs, de 2008, elle est également nommée dans la catégorie "Outstanding Actress" lors des Image Awards. Micah Berry, qui interprète son fils à l'écran, remporte le "Young Artist Awards" pour la meilleure performance chez un jeune acteur.

### Box-office
Le film est sorti le 19 octobre 2007 dans 1142 salles de cinéma aux États-Unis et au Canada et a rapporté 1,5 million $ durant son week-end d'ouverture et s'est classé à la 15e position. Le film a rapporté au total $8 547 733 dont $3 287 315 sur le territoire américain.

## Distinctions

### Récompenses
- BET Awards 2008 : meilleure actrice pour Halle Berry
- Festival international du film de Palm Springs 2008 : Desert Palm Achievement Award
- Young Artist Awards 2008 : meilleure jeune actrice âgée de dix ans ou moins dans un long métrage pour Micah Berry

### Nominations
- African-American Film Critics Association (AAFCA) 2007 : mailleur film (9e place)
- Image Awards (NAACP) 2008 : meilleure actrice pour Halle Berry

### Sélection
- Festival international du film de Rome 2007 : premières - hors-compétition pour Susanne Bier

## Éditions en vidéo
- En France, le film Nos souvenirs brûlés est sorti en DVD le 23 septembre 2008[18] puis en VOD le 1er décembre 2011[7].
- Au Québec, le film est sorti en DVD le 4 mars 2008[6].